# オジギソウ
オジギソウ（お辞儀草、含羞草、学名：Mimosa pudica）は、マメ科ネムノキ亜科の植物の一種。別名はネムリグサ（眠り草）、ミモザ。
なお、ミモザは本来オジギソウの学名に由来する植物名であるが、日本語ではほぼアカシア類の花を呼ぶ名としてのみ使われており、本来は誤用である。種小名のpudicaは、ラテン語で「内気な」を意味する。

## 分布
南アメリカ原産で、世界中に帰化している。日本では沖縄で帰化植物として野外で繁殖しており、江戸時代後期にオランダ船によって日本へ持ち込まれたといわれている。

## 特徴
茎は木質化し、基部はやや横に這い、先端は斜めに立ち上がる。茎には多くの逆棘があり、節ごとに葉を出す。葉は偶数二回羽状複葉であるが、羽状に小羽片を並べた小葉が四枚、葉柄の先端にやや集まってつく特徴がある。
種まき：本来は多年草であるが、耐寒性が低いため日本の園芸では一年草扱いにすることが多い。5月頃に種子を蒔くと、7-10月頃にピンクの花が開花する。発芽適温は25～30℃とかなり高いため、北日本や高冷地では6月中旬からまくほうが発芽後の成長は早く、開花までの日数も短くなる。
育苗：1週間程度で発芽する。本葉2～3枚時に1～2本に間引きます。背丈は高くならないが、棘が多いのでやっかいである。
花粉は風や蜂などによって媒介される。

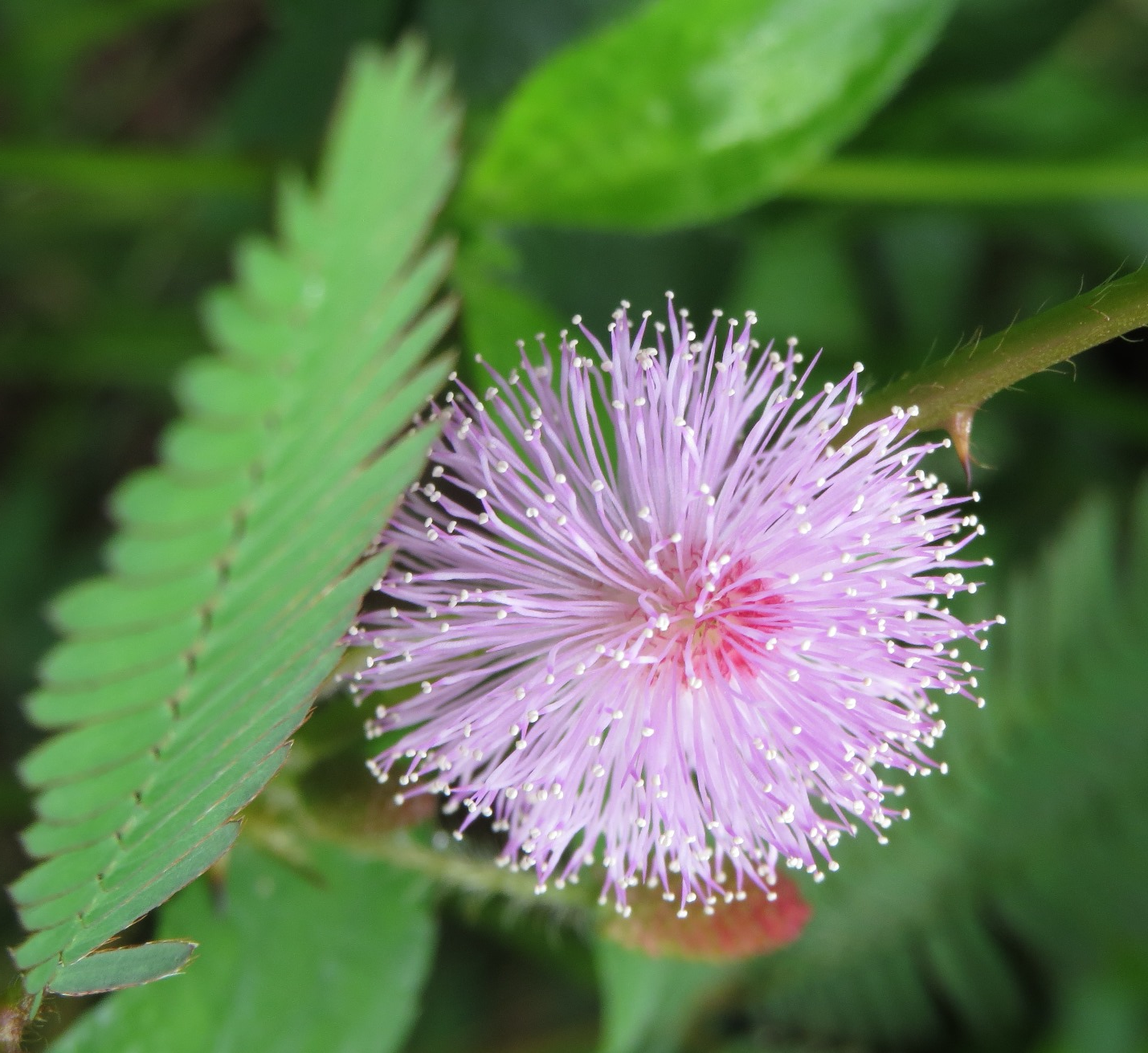
花
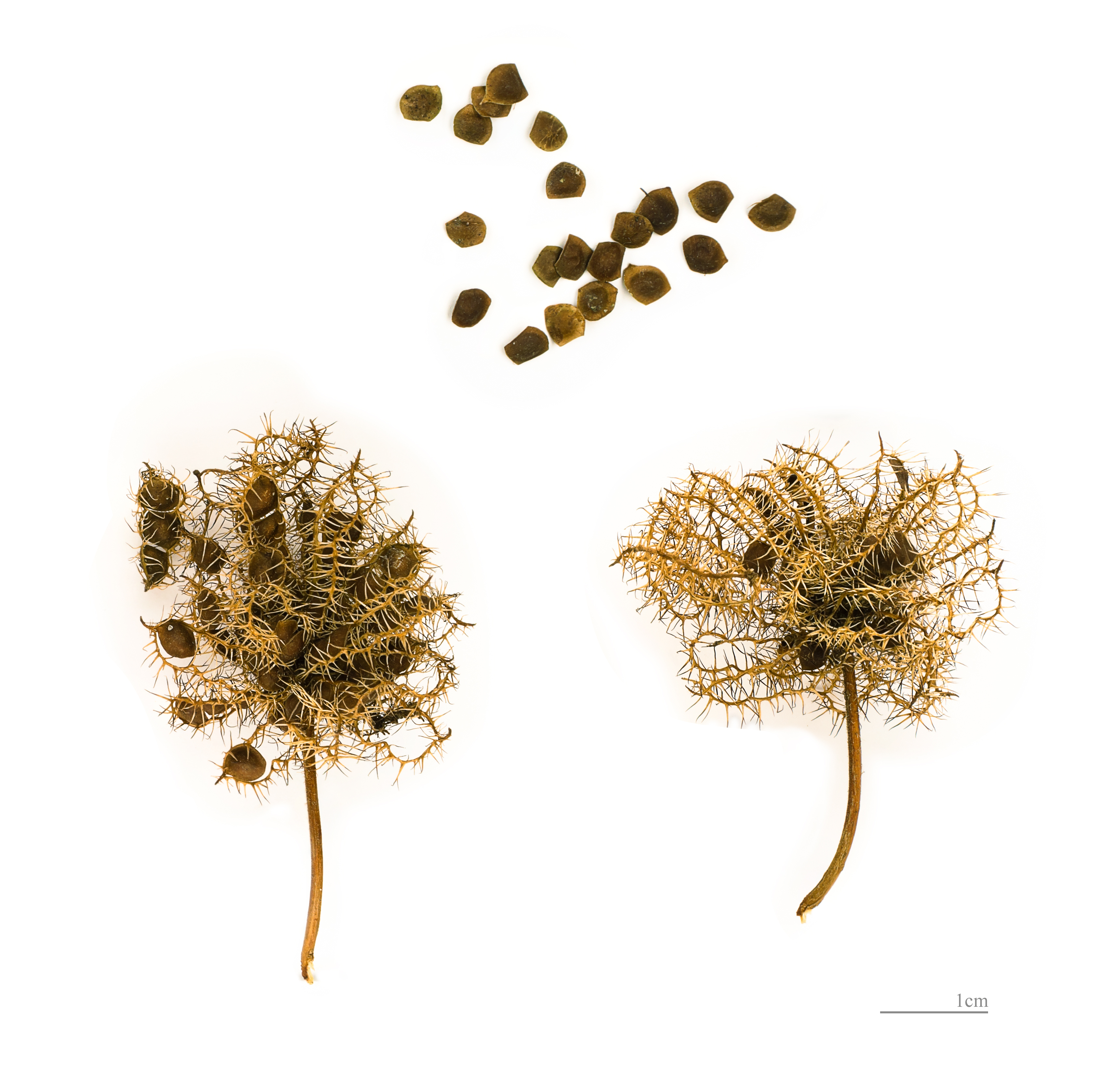
種子

葉は、天敵によって傷付けられた際、水分の蒸発防止、昼夜の就眠運動によって開閉する。

### 運動

内側に閉じるオジギソウの葉

葉は偶数羽状複葉で、接触、熱、風、振動といった刺激によって小葉が先端から1枚ずつ順番に閉じ、最後に葉全体がやや下向きに垂れ下がる。この一連の運動は、見る見るうちに数秒で行なわれる。この運動は、特定の部位の細胞が膨圧（細胞の液胞中の水やその他の含有物によって細胞壁にかかる力）を失うことによって起こる。このような運動を接触傾性運動と呼ぶ。また、他のネムノキ類同様に、葉は夜間になると葉を閉じて垂れ下がる。これを就眠運動という。
オジギソウが刺激されると茎の特定部位が刺激され、カルシウムイオンを含む化学物質が放出される。この化学物質が葉の付け根の葉枕に到達すると0.1秒後に葉が運動する。カルシウムイオンは液胞から水を排出させ、水は細胞外に拡散する。これによって細胞の圧が失われて収縮し、この異なる部位間での膨圧の差によって葉が閉じ、葉柄が収縮する。このような特徴は、マメ科のネムノキ亜科内で極めて一般的である。刺激は近くの葉にも伝達される。再度、葉が開くには閉じてから30分程度かかる。

### オジギソウがお辞儀をする理由
オジギソウは植物なのに、なぜ動くのか。18世紀より多くの生物学者が研究をしてきていたが、お辞儀をする理由は長い間解明されていなかった。
埼玉大学と基礎生物学研究所などは、共同研究でオジギソウの遺伝子を組み換え、「触られても動かないオジギソウ」を育成し、普通の「動くオジギソウ」とともにバッタなどに食べさせる実験を行った。すると、お辞儀をするオジギソウと比べて、お辞儀ができないオジギソウは2倍ほど虫にたくさん食べられるということが分かった。オジギソウの運動は自らの身を守り、種の保存につなげていると検証された。
この実験は、2022年11月14日に英国科学雑誌『Nature Communications』に発表され話題を呼んだ。

## 化学成分
毒性アルカロイドのミモシンを含む。ミモシンは抗増殖効果やアポトーシス誘導作用を示すことが明らかにされている。抽出物は糞線虫 (Strongyloides stercoralis) のフィラリア型幼虫を1時間以内に動かなくする。根の水抽出物は、タイコブラ (Naja Kaouthia) の毒の致死性に対して顕著な中和効果を示した。コブラの毒の筋毒性と酵素活性を阻害していると考えられる。